# Lucius Mindius Pollio
Lucius Mindius Pollio war ein im 1. Jahrhundert n. Chr. lebender römischer Politiker.
Durch Münzen ist belegt, dass Pollio während der Regierungszeit von Claudius (41–54) Statthalter in der Provinz Bithynia et Pontus war; er amtierte nach 42 in der Provinz.
Pollio war ein enger Verwandter, möglicherweise der Bruder, von Lucius Mindius Balbus.